# Doris bovena
Doris bovena is een slakkensoort uit de familie van de Dorididae. De wetenschappelijke naam van de soort werd voor het eerst geldig gepubliceerd in 1955 door Er. Marcus.